# Ambi-Budd
Ambi-Budd war ein 1926 gegründetes deutsch-amerikanisches Produktionsunternehmen von Kraftfahrzeug-Aufbauten und -Karosserien im Berliner Ortsteil Johannisthal. Es wurde nach 1945 demontiert und damit aufgelöst.

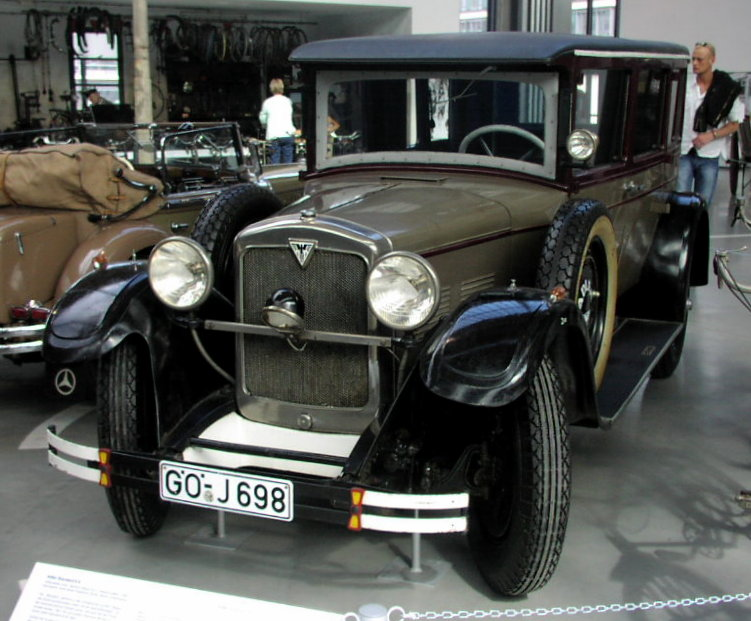
Adler Standard 6 mit Ambi-Budd-Karosserie (1928)

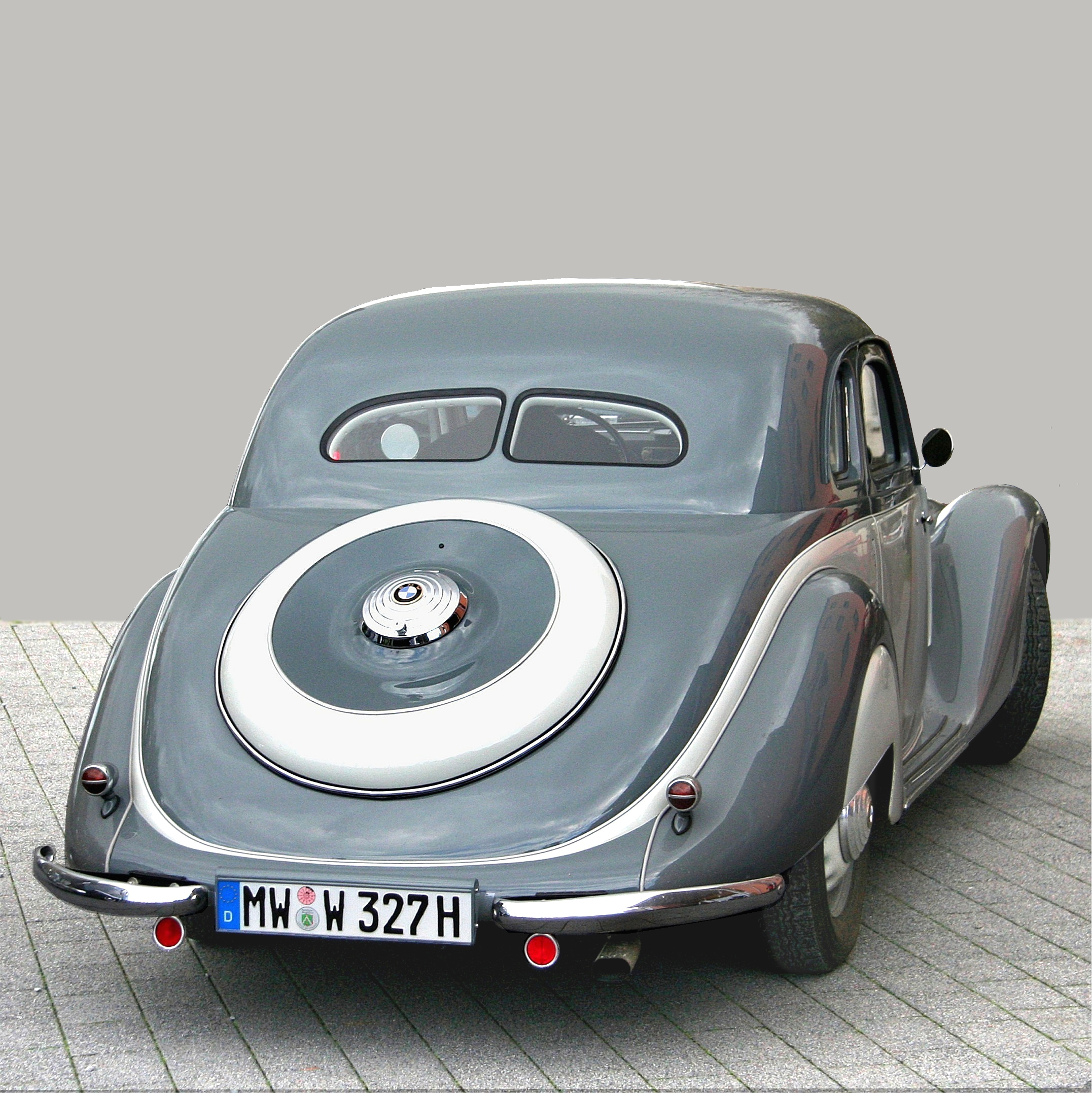
BMW 327, Baujahr 1940

## Unternehmensgeschichte
Edward Gowan Budd entdeckte 1912, wie sich Blechtafeln durch Tiefziehen in nahezu jede Form pressen lassen, und entwickelte Schweißverfahren, um diese Bleche zu selbsttragenden Strukturen zu verbinden. Edward G. Budd meldete im Juni 1914 sein Pressverfahren zum Patent an. Ebenfalls 1914 bauten die Brüder Dodge nach ihrem Zerwürfnis mit Henry Ford das erste Serienfahrzeug mit einer Ganzstahlkarosserie mit Blechen von Budd. Da Budd vorerst keine Lizenzen vergab, waren alle Autohersteller bei den immer wichtiger werdenden Ganzstahlkarosserien auf Budd angewiesen. Sogar die Versuche von Henry Ford, dem Erfinder der modernen Massenproduktion, eine Lizenz zu erwerben scheiterten. Budd beherrschte den amerikanischen Karosseriebau.
Während Edward G. Budd in den USA sein Imperium aufbaute, wütete in Europa der Erste Weltkrieg und durch den Versailler Vertrag durften in Deutschland ab 1919 keine Flugzeuge mehr hergestellt werden. Für Arthur Müller, den Gründer und Direktor des ersten deutschen Flugplatzes in Berlin-Johannisthal, der außerdem an den Flugzeugwerken LVG (Luft-Verkehrs-Gesellschaft AG) beteiligt war, bedeutet das den Verlust seiner Existenzgrundlage. Die Flugzeugproduktion der LVG hatte 1918 ein Jahresvolumen von etwa 1800 Doppeldecker-Flugzeugen und war damit zweitgrößter Flugzeughersteller Deutschlands. Auf der Suche nach neuen Geschäftsideen ging Arthur Müller auf Bildungsreise in die USA und kehrte mit einer Lizenz für das Tiefziehen von großen Blechteilen der Budd Manufacturing Company nach Berlin zurück.
Im Oktober 1926 errichtete der US-amerikanische Karosseriehersteller Edward G. Budd Manufacturing Co. zusammen mit den Arthur Müller Bauten und Industriewerken (kurz: AMBI) auf dem Gelände der ehemaligen Rumpler-Werke am Flugplatz Johannisthal ein modernes Karosserie- und Presswerk. Ambi hielt 51 % und Budd die restlichen 49 % des Unternehmens. Zur Erschließung des Werkes führte man den bereits vorhandenen Groß-Berliner Damm weiter und gab diesem Verkehrsabschnitt die Bezeichnung Verlängerter Groß-Berliner Damm. Bereits die Parzellen Groß-Berliner Damm 95–99 befanden sich im Besitz der Ambi-Gesellschaft, die hier Wohnungen für ihre Angestellten vorhielt.
Um den Absatz der Karosserien zu sichern, erwarb das Unternehmen 26 % Aktienanteile der Adlerwerke. Budd hatte die Technik der Ganzstahlkarosserie nach Deutschland gebracht, die die Karosserien in Gemischtbauweise (Holzgerippe mit Blechbeplankung) weitgehend ablöste. Erste Modelle mit Ambi-Budd-Karosserie waren der Adler Standard 6 und – mit baugleicher Karosserie – der Cyklon 9/40 PS. Bei NSU und Ley entstanden weitere Fahrzeuge mit diesem Aufbau. 800 Arbeiter stellten pro Tag 200 Karosserien her.
1928 kaufte Ambi-Budd den Stellmacherbetrieb Lindner in Ammendorf und das Karosseriewerk der Deutschen Industriewerke AG in Berlin-Spandau. Dadurch stieg die Belegschaft auf 2500 Mitarbeiter. Als neue Kunden konnten Ford, BMW und Hanomag gewonnen werden. Ab 1930 wurden außer den Limousinen auch Cabriolets angeboten, und zwar in der (eigentlich veralteten) Gemischtbauweise mit Holzgerippe.
Nach der Machtergreifung der NSDAP wurde Arthur Müller aufgrund seiner jüdischen Abstammung 1933 enteignet und Ambi-Budd verstaatlicht. Er erlag 1936 einem Herzinfarkt. Der Name Ambi-Budd blieb zwar erhalten, aber die Kontrolle über das Werk hatte nun der NS-Staat.
Ab 1936 stellte Ambi-Budd Karosserien für die Einheits-PKW der Wehrmacht her, die bei Horch in Zwickau, dem Opelwerk Brandenburg und den Ford-Werken in Köln gebaut wurden. Von hier aus veränderte Ambi-Budd zusammen mit den anderen europäischen Budd-Lizenznehmern Citroën und Morris die gesamte europäische Autoindustrie. Ambi-Budd lieferte fertige Rohkarossen für Adler, BMW, Citroën, Fiat, Hanomag, Mercedes, Stoewer, man könnte sagen für fast alle namhaften europäischen Autohersteller. Bereits 1930 hatte Ambi-Budd etwa 3000 Mitarbeiter und war das größte Presswerk Europas. Die Produktion ging derweil weiter und während der Herrschaft des Nationalsozialismus wurden bei Ambi-Budd, wie bei vielen anderen Unternehmen zu dieser Zeit, Zwangsarbeiter beschäftigt. Während des Zweiten Weltkriegs fertigte Ambi-Budd unter anderem den Wehrmacht-Einheitskanister, für das Volkswagenwerk Wolfsburg die Aufbauten für den VW Typ 82 („Kübelwagen“), Schwimmwagen (VW Typ 166) und die Lafette der 2,8-cm-schweren Panzerbüchse 41. Zum Ende des Krieges wurden unter anderem auch Teile für die V1 Raketen montiert.
Nach Kriegsende 1945 lag das Werk in der sowjetischen Besatzungszone und wurde komplett demontiert. Die Presswerkzeuge für die BMW 321/326 gelangten zu Awtowelo in Eisenach, wo die Wagen als EMW 321 und EMW 340 weiterhin gebaut wurden. Die Werkzeuge für die Karosserie des Ford Taunus gingen in den Westen zu Ford, der Rest wurde als Reparationsleistung in die Sowjetunion verbracht. Bis auf ein paar Bemerkungen über die Herkunft verschiedener Karosserien in einigen Oldtimer-Büchern ist kaum eine Erinnerung an das Ambi-Budd-Presswerk geblieben. Die allermeisten Gebäude sind inzwischen verfallen oder wurden abgerissen.